# Grimoald II
Grimoald II, zwany także Młodszym (zm. 714) – syn Pepina z Herstalu i jego żony Plektrudy, brat Droga. Przez swojego ojca został w 696 mianowany majordomem Neustrii. Poślubił Teudesindę, córkę pokonanego przez Pepina króla Fryzów Radboda. Ze związku tego pochodził syn Teudoald. Dzięki staraniom Plektrudy, został on wyznaczony na następcę ojca. Grimoald został zamordowany w Leodium w 714, gdy modlił się w sanktuarium św. Lamberta.